# Spielmes
Spielmes ist ein Ortsteil der Stadt Tanna im Saale-Orla-Kreis in Thüringen.

## Geografie
Spielmes liegt zwei Kilometer entfernt von Stelzen im Schwarzbachtal nahe der Grenze zu Sachsen und Bayern. Die Gemarkung des Weilers gehört zum Südostthüringer Schiefergebirge. Der hohe Feinerdeanteil und der hohe Humusgehalt dieser Böden ist unter diesen Klimabedingungen ertragreich und auch -sicher. Über die Bundesstraße 2  und 282 ist ein guter Anschluss zu den Autobahnen A 9 und A 72 gegeben.

## Geschichte
Am 1. Dezember 1480 wurde der Weiler urkundlich erstmals erwähnt. Im Jahr 1928 erfolgten ein Gebietsaustausch und eine Grenzbereinigung zwischen dem Freistaat Sachsen und dem Land Thüringen. Dadurch wurden die südlichen Parzellen des thüringischen Orts Spielmes, die an die Ortslage Reinhardtswalde heranreichten, vollständig an Sachsen abgetreten und in die sächsische Gemeinde Reinhardtswalde eingemeindet.
In dem früheren Bauerndorf leben heute noch etwa 60 Personen, es gibt nur noch einen Haupterwerbslandwirt, aber zahlreiche Nebenerwerbslandwirte. Auch ein Unternehmensberatungsbüro gibt es in dem kleinen Dorf. Es handelt sich um das durchschnittlich „jüngste“ Dorf im Saale-Orla-Kreis.